# NGC 5756
NGC 5756 је спирална галаксија у сазвежђу Вага која се налази на NGC листи објеката дубоког неба.
Деклинација објекта је - 14° 51' 12" а ректасцензија 14h 47m 33,7s. Привидна величина (магнитуда) објекта NGC 5756 износи 12,3 а фотографска магнитуда 13,1. Налази се на удаљености од 28,789 милиона парсека од Сунца. NGC 5756 је још познат и под ознакама MCG -2-38-12, IRAS 14448-1438, PGC 52825.